# Mike Kretlow
| 142408 Trebur      | 30 settembre 2002 |
| 142562 Graetz      | 10 ottobre 2002   |
| 163470 Kenwallis   | 14 settembre 2002 |
| 196035 Haraldbill  | 30 settembre 2002 |
| 201308 Hansgrade   | 10 ottobre 2002   |
| 211343 Dieterhusar | 8 ottobre 2002    |
| 250164 Hannsruder  | 10 ottobre 2002   |

Mike Kretlow (...) è un astronomo tedesco.
Si è laureato all'Università di Siegen.
Il Minor Planet Center gli accredita la scoperta di otto asteroidi, effettuate tutte nel 2002.
Gli è stato dedicato l'asteroide 9938 Kretlow.